# Matabeleland Bắc
Matabeleland Bắc là một tỉnh miền tây Zimbabwe. Theo điều tra dân số năm 2022, tỉnh có 827.645 người, thấp thứ nhì toàn quốc, chỉ hơn mỗi Matabeleland Nam, nhưng mật độ dân cư thì thấp nhất. Matabeleland Bắc và Matabeleland Nam được thành lập năm 1974, khi chia đôi tỉnh Matabeleland cũ. Năm 1997, thành phố Bulawayo tách khỏi Matabeleland Bắc thành một tỉnh riêng. Matabeleland Bắc được chia thành 7 huyện. Thủ phủ là Lupane. Các thành phố lớn nhất là Victoria Falls và Hwange. Cái tên "Matabeleland" có nguồn gốc từ dân Matabele hay Ndebele là sắc dân đông nhất trong tỉnh.

## Nhân khẩu học
| Điều tra dân số | Dân số  |
| --------------- | ------- |
| 2002            | 704.948 |
| 2012            | 749.017 |
| 2022            | 827.645 |

## Địa lý

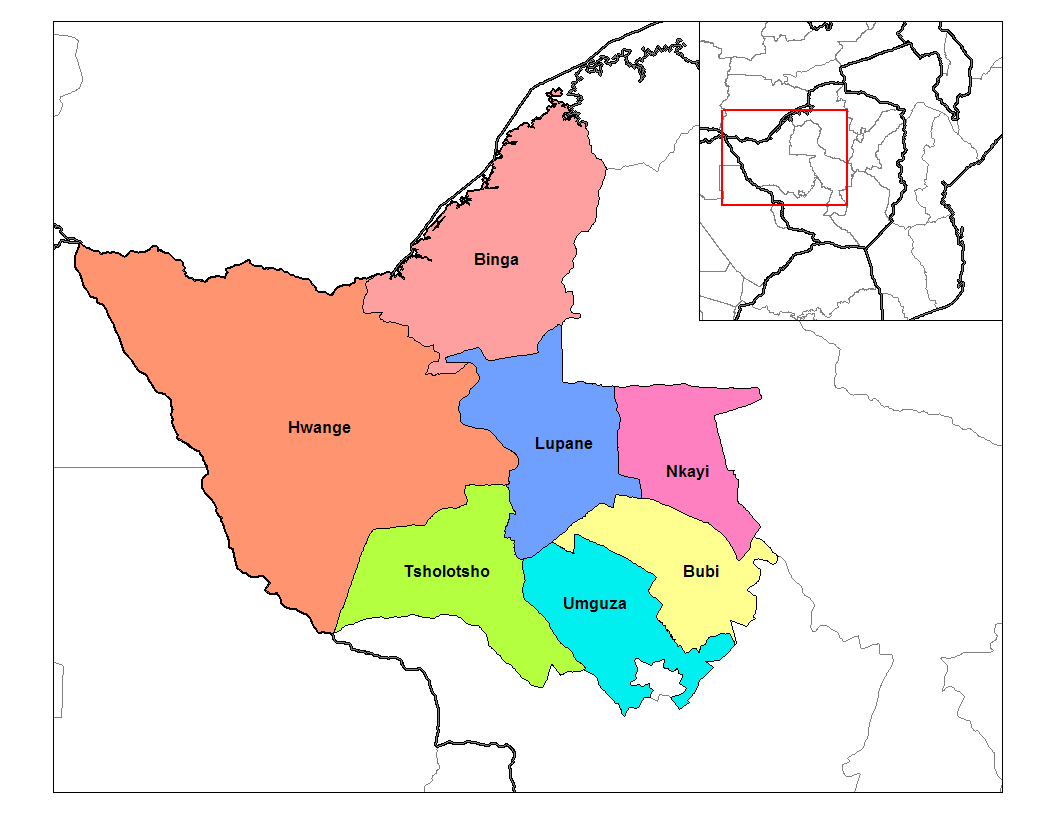
Các huyện của Matabeleland Bắc

Vùng Matabeleland chứa tỉnh Matabeleland Bắc nói chung đất xấu hơn những nơi khác của Zimbabwe. Lượng mưa thấp hơn các tỉnh khác như Mashonaland và nói chung luôn bị khan hiếm nước. Đất kém màu mỡ hơn, nên không thể trồng các cây kinh tế và nông dân không thể sản xuất đủ ngô tự cấp. Tuy nhiên, khi còn là thuộc địa, có nhiều trại gia súc và chăn nuôi có vẻ thành công hơn trồng trọt trên địa bàn tỉnh. Nước từ thượng nguồn sông Nata chảy qua Matabeleland Bắc trước khi vào Botswana để đổ ra Makgadikgadi Pans.

## Hành chính

### Huyện
Matabeleland Bắc chia thành 7 huyện:
- Binga
- Bubi
- Hwange
- Lupan
- Nkayi
- Tsholotsho
- Umguza

### Bầu cử
Về chính trị, đây là khu vực rất độc lập. Trong cuộc bầu cử quốc hội gần nhất tháng 3 năm 2008, cả hai phe của MDC giành được tổng cộng 8 ghế từ Matabeleland Bắc trong Hạ viện, trong khi ZANU-PF giành được 4 ghế và một ghế khác thuộc về một đảng độc lập. Tại Thượng viện, MDC đã giành được tổng cộng 5 ghế và ZANU-PF giành được một ghế.